# Phạm Anh Tuấn (diễn viên)
Phạm Anh Tuấn (sinh ngày 21 tháng 7 năm 1990) là một nam diễn viên và ca sĩ người Việt Nam. Anh được biết đến qua các bộ phim Trái tim có nắng, Ngược chiều nước mắt, Cả một đời ân oán, Trở về giữa yêu thương, 5S Online, Zippo, mù tạt và em, Gạo nếp gạo tẻ.

## Tiểu sử
Anh sinh ngày 21 tháng 7 năm 1990 tại Hà Nội. Anh bắt đầu xuất hiện trước công chúng trong vai trò một diễn viên khi anh được mời đóng một vai nhỏ trong bộ phim sitcom "Nhật ký Vàng Anh" phần 2 vào năm 2007. Cùng năm này, anh đỗ thủ khoa thanh nhạc của Trường Cao đẳng nghệ thuật Hà Nội. Năm 2008, Anh Tuấn đạt giải Hotvteen phong cách trong cuộc thi Hot VTeen.
Năm 2009, anh tham gia cuộc thi "Nốt nhạc ngôi sao" và đã xuất sắc giành được giải nhất của chương trình. Cũng nhờ chương trình này, anh đã lọt vào mắt xanh của đạo diễn Nguyễn Quang Dũng, và được mời vào vai nam chính trong bộ phim "Những nụ hôn rực rỡ" - một bộ phim điện ảnh, ca nhạc đầu tiên của Việt Nam được ra mắt vào dịp tết Nguyên Đán năm 2010. Cùng năm 2010, Anh Tuấn cùng Lân Nhã, Võ Ngọc Trai và Xuân Lân đã thành lập ban nhạc nam "4U". Năm 2011, anh được đạo diễn Lưu Ngọc Hà mời tham gia bộ phim sitcom "Tôi yêu Việt Nam", diễn cùng người mẫu, hotgirl Andrea Aybar. Năm 2012, anh thủ vai nam chính trong bộ phim "Đảo Xanh" do đạo diễn Võ Thạch Thảo thực hiện. Năm 2016, anh tiếp tục gây ấn tượng với vai nam chính trong các bộ phim truyền hình ăn khách dành cho giới trẻ như "Trái tim có nắng" hay "Zippo, mù tạt và em". Sở hữu gương mặt điển trai tuy nhiên lối diễn xuất còn thiếu tự nhiên, chưa truyền tải cảm xúc bằng đôi mắt, anh đang dần trưởng thành trong vai trò một diễn viên.

## Đời tư
Năm 2016, anh có tình cảm với Hồng Anh Kichy, kém anh 8 tuổi. Tuy nhiên vào năm 2019, hai người đã đường ai nấy đi sau một thời gian chung sống.
Ngày 5/2/2022 anh làm lễ ăn hỏi với bạn gái Lâm Diễm Quỳnh
Ngày 25/9/2022 vợ anh hạ sinh một bé trai tên là Phạm Lâm Minh (Xoài) và chính thức lên chức bố.
Năm 2024, vợ chồng anh đón con thứ 2, bé có tên là Phạm Quỳnh Như (Yumi- Mì).

## Danh sách phim

### Truyền hình
| Năm  | Tựa Phim               | Vai diễn                 | Đạo diễn                                    | Kênh | Nguồn         |
| ---- | ---------------------- | ------------------------ | ------------------------------------------- | ---- | ------------- |
| 2007 | Nhật ký Vàng Anh       | Tuấn                     | Nguyễn Khải Anh                             | VTV3 |               |
| 2011 | Tôi yêu Việt Nam 2011  | Bảo                      |                                             | VTV3 |               |
| 2012 | Đảo xanh               | Minh Quân                | Võ Thạch Thảo                               | HTV7 |               |
| 2014 | Cha và con gái         | Quốc Huy                 | Võ Thạch Thảo                               | HTV7 |               |
| 2014 | Trái tim có nắng       | Gia Tuấn                 | Bùi Tiến Huy - Nguyễn Đức Hiếu              | VTV3 | [ 6 ]         |
| 2014 | Hoa phượng trắng       |                          | Lưu Ngọc Hà                                 | VTV6 |               |
| 2015 | 5S Online              | Nguyên Lãng Tử           | Nguyễn Hữu Trọng                            | VTV6 |               |
| 2015 | Bạch mã hoàng tử       | Chí Kiệt                 | Vũ Minh Trí                                 | VTV3 | [ 7 ] [ 8 ]   |
| 2016 | Zippo, mù tạt và em    | Huy                      | Bùi Tiến Huy / Trọng Trinh                  | VTV3 | [ 9 ]         |
| 2016 | 5s online Mùa 3        | Nguyên Lãng Tử           | Hiếu Nick                                   | VTV6 |               |
| 2016 | Khi đàn ông là số 0    | Hoàng Minh               | Lý Khắc Lynh                                | HTV2 | [ 10 ]        |
| 2017 | 5s plus Mùa 4          | Nguyên Lãng Tử           | Hiếu Nick                                   | VTV6 |               |
| 2017 | Cô Thắm về làng 2      | Tú                       | Nguyễn Hoàng Anh                            | HTV2 |               |
| 2017 | Ngược chiều nước mắt   | Hiệp                     | Vũ Mình Trí                                 | VTV1 |               |
| 2018 | Gạo nếp gạo tẻ         | Nhân                     | Võ Thạch Thảo                               | HTV2 |               |
| 2018 | Cả một đời ân oán      | Bình                     | Trọng Trinh - Vũ Trường Khoa - Bùi Tiến Huy | VTV3 | [ 11 ] [ 12 ] |
| 2020 | Gạo nếp gạo tẻ 2       | Tuấn Béo                 | Nguyễn Hoàng Anh                            | HTV2 |               |
| 2020 | Trở về giữa yêu thương | Toàn                     | Trịnh Lê Phong                              | VTV1 |               |
| 2021 | Phố trong làng         | Thương úy Nguyễn Hải Nam | Nguyễn Mai Hiền                             | VTV1 |               |

### Điện ảnh
| Năm  | Phim                | Vai diễn | Đạo diễn          | Nguồn  |
| ---- | ------------------- | -------- | ----------------- | ------ |
| 2010 | Những nụ hôn rực rỡ | Minh Anh | Nguyễn Quang Dũng | [ 13 ] |

## Tranh cãi

### Vụ ẩu đả ở Thành phố Hồ Chí Minh
Ngày 11/6/2017, anh đã vướng vào một vụ ẩu đả tại khu phố Tây tại Sài Gòn. Trong một đoạn clip ghi lại diễn biến của trận ẩu đả này, có 3-4 nhân viên của nhà hàng đang đánh nhau với hai vị khách nam. Hai bên ném ghế sắt vào người nhau đã khiến người đứng xem phải hoảng loạn bỏ chạy. Sau đó, chủ quán đã ra ngăn cản để tránh thiệt hại nghiêm trọng. Sau khi clip này được tung lên mạng, nhiều cư dân mạng cho rằng vị khách nam mặc áo ba lỗ màu trắng chính là anh. Trên mạng xã hội, nhóm bạn đi cùng anh cũng đã chia sẻ hình ảnh cả nhóm đi chơi tại địa điểm này. Theo một lời kể của một nhân chứng đã chứng kiến vụ việc này, vì anh và nhân viên giữ xe của quán có lời qua tiếng lại vì hết chỗ để xe. Và khi nhân viên trông xe đi ra chỗ khác thì nam diễn viên này đã lao vào đánh người nhân viên. Tuy nhiên, trong cuộc chia sẻ với phóng viên, anh  cho rằng anh chỉ là nạn nhân. Anh cũng khẳng định, một số trang báo đã đưa tin hoàn toàn sai sự thật, nhưng vì bạn của anh không có vấn đề nghiệm trọng về sức khỏe nên anh không muốn nhắc đến thông tin sai sự thật này. Anh cũng đã chia sẻ về diễn biến của vụ ẩu đả này. Anh cho biết, vào ngày 11/6, anh và vài người bạn của mình có đến một quán trên phố Bùi Viện. Khi đến nơi, anh hỏi nhân viên trông xe thì nhân viên này to tiếng nói rằng "qua đường gửi". Khi đó, anh vẫn nói chuyện nhỏ nhẹ, và hỏi người này có phải nhân viên của quán không, sao lại đuổi khách thế? Người này đã dùng những ngôn ngữ rất khó nghe để đáp trả nam diễn viên. Sau khi nghe những lời nói khó nghe đó thì một người bạn của anh đã chửi lại và có đẩy người nhân viên này. Sau đó, nhân viên này đã gọi người nhà ra để đánh anh và bạn của anh. Khi bị đánh, cả hai phải tự vệ là điểu hiển nhiên. Anh còn cho biết, anh và bạn của anh đều bị nhân viên của quán đánh bị thương, nhưng rất may không nguy hiểm đến tính mạng.

### Diệp Lâm Anh và chồng cũ
Nam diễn viên để lại bình luận bênh vực chồng cũ của Diệp Lâm Anh.

## Thành tích
- Hot VTeen (2008): HotVTeen
- Nốt nhạc ngôi sao (2009): Quán quân